# وانگ
وانگ (به آلمانی: Wang, Bavaria) یک شهر در آلمان است که در بایرن واقع شده‌است.

## خصوصیات
وانگ ۳۱٫۱۹ کیلومترمربع مساحت دارد ۴۱۵ متر بالاتر از سطح دریا واقع شده‌است.